# Antwerp Port Epic (mannen)
De Antwerp Port Epic is een eendaagse wielerwedstrijd in de provincie Antwerpen, België en wordt sinds 2023 zowel bij de mannen als bij de vrouwen verreden. De wedstrijd maakt deel uit van de UCI Europe Tour, in de categorie 1.1.

## Geschiedenis
Door toenemende internationale media-aandacht, werd er in 2018 beslist om de Schaal Sels op te splitsen in Schaal Sels Merksem en Antwerp Port Epic. Op die manier behoudt Schaal Sels Merksem haar lokaal karakter en focust Antwerp Port Epic zich meer op de internationale groei. De Antwerp Port Epic rijdt volgens traditie over onverharde wegen en kasseistroken, maar ruilt de Bredabaan te Merksem om naar een nieuwe start- en aankomstplaats in Antwerpen. De naam werd enerzijds gekozen door deze nieuwe start- en finishlocatie en het parcours doorheen de Haven van Antwerpen, anderzijds verwijst "Epic" naar zowel het verleden als het heden van de wedstrijd.

## Parcours
Het parcours start sinds 2018 aan het Schengenplein te Antwerpen. Van daaruit rijden de renners via linker- en rechteroever doorheen de Haven van Antwerpen naar het Poldergebied. Na een passage door Nederland keert het peloton terug naar Antwerpen.

## Lijst van winnaars

### Overwinningen per land
| Overwinningen | Land                 |
| ------------- | -------------------- |
| 6             | België               |
| 1             | Nederland, Noorwegen |

Mannen: 2018 · 2019 · 2020 · 2021 · 2022 · 2023 · 2024 · 2025
Vrouwen: 2023 · 2024 · 2025